# گلدن ولی (داکوتای شمالی)
گولدن ولی(به انگلیسی: Golden Valley) شهری در ایالت داکوتای شمالی کشور ایالات متحده آمریکا است که جمعیت آن در سرشماری سال ۲۰۱۰ میلادی، ۱۸۲ نفر بوده‌است.